# Roald Hoffmann
Roald Hoffmann (Złoczów, 18 de julio de 1937, nacido Roald Safran ya que Hoffmann es el apellido de su padrastro) es un químico teórico y profesor universitario estadounidense, de origen polaco, que ganó el Premio Nobel de Química en 1981. Actualmente es profesor en la Universidad de Cornell en Ithaca, [Nueva York]

## Biografía

### Escape del Holocausto

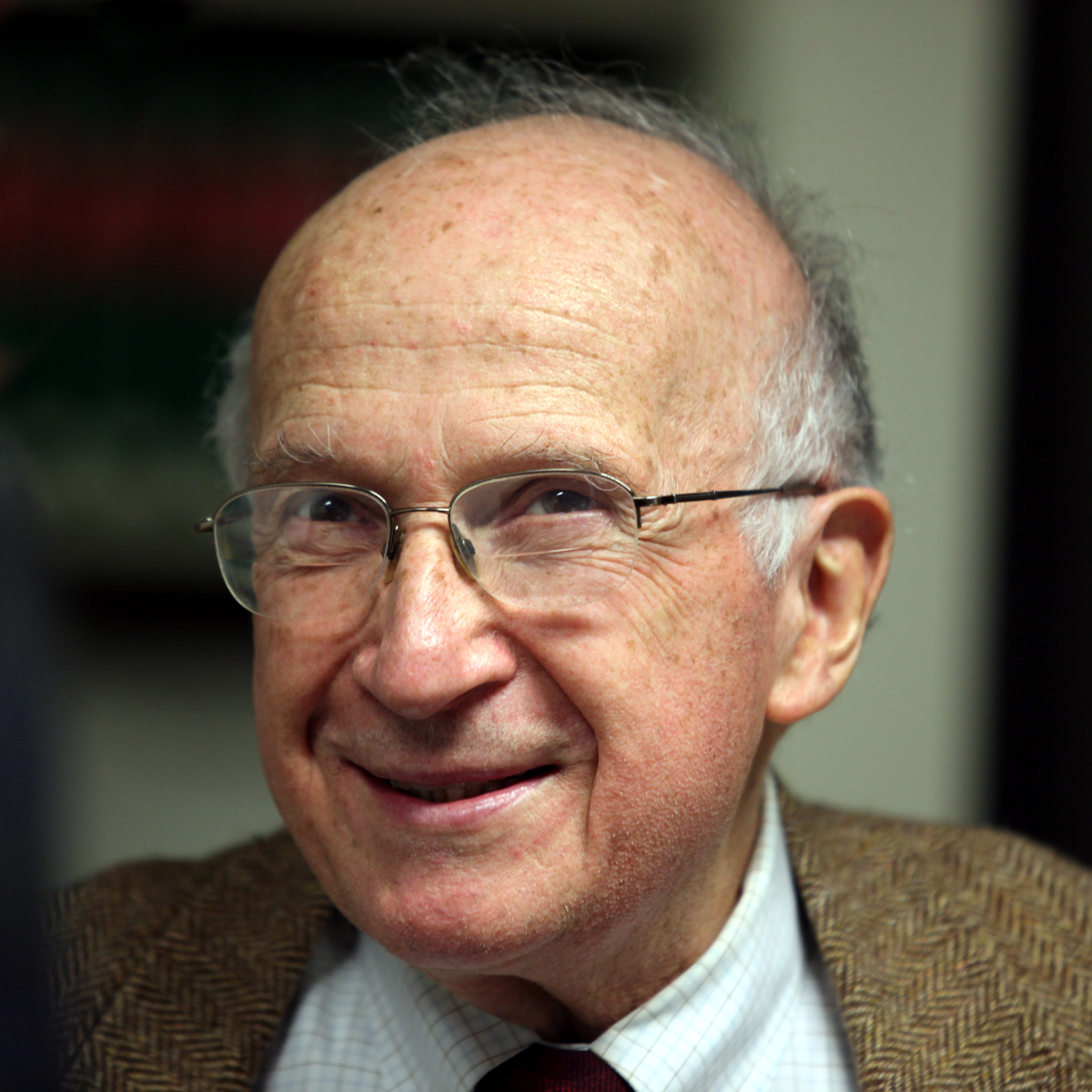
Roald Hoffmann (2015)

Roald Hoffman nació en Złoczów, Polonia (ahora Ucrania) en el seno de una familia judía, con el nombre de Roald Safran, en honor al explorador Noruego, Roald Amundsen. Sus padres fueron Clara (Rosen), profesora, y Hillel Safran, ingeniero civil. Durante la invasión alemana de Polonia la ciudad fue ocupada por los nazis y su familia fue llevada a un campo de concentración donde su padre, que estaba familiarizado con muchas de las infraestructuras locales, fue hecho prisionero. A medida que la situación se volvía más peligrosa, con muchos prisioneros siendo llevados a campos de exterminio, la familia sobornó a unos guardias para escapar y poder contactar con un vecino ucraniano llamado Mikola Dyuk, que pudo esconder a Hoffman, su madre, dos tíos y una tía en el ático y en un trastero de la escuela local, donde permanecieron durante dieciocho meses, desde enero de 1943 a junio de 1944, cuando Hoffmann tenía entre 5 y 7 años.
Su padre se mantuvo en el campo de trabajo, pero podía visitarlos de vez en cuando, hasta que fue torturado y asesinado por los alemanes por su participación en un complot para armar a los prisioneros de los campos. Cuando recibió la noticia, su madre trató de contener su pena escribiendo sus sentimientos en un cuaderno que su marido había estado usando para tomar notas en un libro de texto sobre relatividad que había estado leyendo. Durante el tiempo que estuvieron ocultos, su madre mantuvo a Hoffmann entretenido enseñándole a leer y haciéndolo memorizar lecciones de geografía de los libros de texto almacenados en el ático, y luego haciéndole preguntas sobre los temas. Hoffmann se refiriere a la experiencia como haber sido envuelto en un capullo de amor.
Él y su madre fueron los únicos miembros de su familia que sobrevivieron al holocausto, esta experiencia influyó de manera importante en sus creencias y en su trabajo.
Finalmente emigraron a los Estados Unidos en 1949 a bordo del Ernie Pyle, dónde consiguió la nacionalidad estadounidense en 1955 y cambió su apellido Safran por el de Hoffmann, apellido de su padrastro.
En 1955 se graduó en química en la Universidad de Columbia, consiguiendo el doctorado en la Universidad de Harvard en 1962 junto a William Lipscomb. Desde 1965 es catedrático de Ciencias físicas en la Universidad de Cornell.

## Investigaciones científicas
Hoffman ha investigado las sustancias orgánicas e inorgánicas, desarrollando herramientas computacionales, así como métodos como el método Hückel extendido, el cual propuso en 1963.
También desarrolló, junto con Robert Burns Woodward, las reglas para elucidar los mecanismos de reacción de los productos químicos, conocidos como las Reglas de Woodward-Hoffmann.
Estudió con éste el inesperado transcurso de una reacción química que Woodward se proponía a utilizar en la síntesis de la vitamina B12, descubriendo que el mecanismo de muchas reacciones queda determinado, más que por otros criterios, por el del mantenimiento de una simetría identificable en la descripción matemática de los orbitales afectados, formulando una serie de principios que constituyen la teoría de la conservación de la simetría orbital molecular. También introdujo el principio isolobal.
Hoffman también es un escritor de poesía y ha publicado dos colecciones, "The Metamict State" (1987, ISBN 0-8130-0869-7) y "Gaps and Verges" (1990, ISBN 0-8130-0943-X), así como libros de química para el público general. También escribió una obra llamada "O2 Oxygen" acerca del descubrimiento del oxígeno, pero también acerca de lo que significa ser un científico y la importancia del proceso de descubrimiento en la ciencia.
En 1981, Hoffman recibió el Premio Nobel de Química, el cual compartió con Kenichi Fukui. E.J. Corey ha declarado recientemente que él fue uno de los dos que le dieron a Woodward la idea de aplicar grupos simétricos a los problemas, y por lo tanto, al menos en parte, Corey debió de haber recibido también el Premio Nobel que Hoffman ganó. Hoffman ha dicho constantemente que Woodward jamás dijo nada al respecto. Hoffmann fue reconocido con la Medalla Priestley en 1990.
Es miembro de la Académie Internationale des Sciences Moléculaires Quantiques (Academia Internacional de Ciencias Moleculares Cuánticas) y es miembro del Comité de Patrocinadores del Bulletin of the Atomic Scientists (Boletín de Científicos Atómicos).
Hoffmann protagoniza, junto con Don Showalter, la serie de videos World of Chemistry.
Desde la primavera del 2001, Hoffman ha sido anfitrión de una serie mensual en el Cornelia Street Café de la ciudad de Nueva York llamado Entertaining Science, donde explora la conjunción entre las artes y la ciencia. Es también poeta que escribe poemas sobre ciencia.

## Premios
- Premio Nobel[5] (, 1981)
- Medalla Nacional de la Ciencia (1983)
- Medalla Priestley, concedida por la American Chemical Society (1990).
- Premio Arthur C. Cope en Química orgánica
- Premio en Química Inorgánica (American Chemical Society)
- Premio Pimentel en Educación en Química
- Premio de Química pura
- Premio Monsanto
- Academia Nacional de Ciencias
- Miembro de la Academia Americana de Artes y Ciencias
- Miembro de la Sociedad Filosófica Americana
- Miembro extranjero de la Royal Society